# Ферфілд Тауншип (округ Лайкомінг, Пенсільванія)
Ферфілд Тауншип (англ. Fairfield Township) — селище (англ. township) в США, в окрузі Лайкомінг штату Пенсільванія. Населення — 2834 особи (2020).

## Демографія
Згідно з переписом 2010 року, у селищі мешкали 2792 особи в 1151 домогосподарстві у складі 812 родин. Було 1193 помешкання
Расовий склад населення:
| - 97,9 % — білих - 0,5 % — чорних або афроамериканців - 0,5 % — азіатів - 0,3 % — корінних американців |

До двох чи більше рас належало 0,9 %. Частка іспаномовних становила 0,6 % від усіх жителів.
За віковим діапазоном населення розподілялося таким чином: 20,8 % — особи молодші 18 років, 62,1 % — особи у віці 18—64 років, 17,1 % — особи у віці 65 років та старші. Медіана віку мешканця становила 45,4 року. На 100 осіб жіночої статі у селищі припадало 99,3 чоловіків;  на 100 жінок у віці від 18 років та старших — 97,7 чоловіків також старших 18 років.
Середній дохід на одне домашнє господарство  становив 73 910 доларів США (медіана — 57 466), а середній дохід на одну сім'ю — 81 575 доларів (медіана — 69 205). Медіана доходів становила 54 115 доларів для чоловіків та 41 371 долар для жінок. За межею бідності перебувало 10,4 % осіб, у тому числі 17,6 % дітей у віці до 18 років та 4,1 % осіб у віці 65 років та старших.
Цивільне працевлаштоване населення становило 1313 осіб. Основні галузі зайнятості: освіта, охорона здоров'я та соціальна допомога — 23,8 %, виробництво — 14,6 %, науковці, спеціалісти, менеджери — 14,2 %.